# 從地心竄出4
《從地心竄出4》（英語：Tremors 4: The Legend Begins）是一部2004年美國怪誕西部怪獸喜劇片，《從地心竄出3》（2001年）的續集、《從地心竄出》系列的第四部電影，以及前幾部電影和電視劇的前傳。由S·S·威爾森執導，史考特·巴克編劇。片中主角海勒姆·甘莫（Hiram Gummer）為伯特·甘莫（Burt Gummer，前幾部主要角色）的曾祖父，同樣由麥可·葛羅斯飾演。
劇情講述加博巨蟲（Graboid）早在1889年的內華達州遺忘小鎮（Rejection）就已現身，造成當地銀礦中多名工人死亡，來自東海岸的紈褲子弟海勒姆·甘莫身為銀礦的持有者召集專家殺死巨蟲，但未料巨蟲成長茁壯，使眾人決定在牠們入侵卡森城前將其殺死。
《從地心竄出4》於2004年1月2日以在美國以DVD首映發行。

## 劇情
1889年，內華達州的遺忘小鎮（Rejection）居民依賴於當地銀礦的收入。某日，溫泉造成地下卵囊孵化，導致17名礦工遭加博巨蟲（Graboid）殺死。伯特·甘莫的曾祖父兼銀礦的持有者海勒姆·甘莫抵達小鎮，以解決該問題。夜裡，幾隻小型加博巨蟲（後來稱為「土龍」）襲擊了他的營地，他對他們的存在感到震驚。他的一個同伴胡安用鎬殺死了其中一隻，使倖存的兩人得以逃脫。
缺乏經驗且不喜歡槍支的海勒姆召來槍手黑手凱利來對付巨蟲。雖然凱利成功地向海勒姆傳達了他對槍支和一般生活的一些態度，但兩人相處得不太好。最後，凱利被一隻成年巨蟲吞噬，同時海勒姆還發現此前共有四隻已經孵化的巨蟲。海勒姆決定放棄拒絕，讓鎮民陷入困境。但鎮民強迫他把銀礦交給他們，威脅要警告潛在的購買者，如果他從他們下面賣掉它，就會有危險。在卡森城，海勒姆收到電報揭示成年巨蟲已成功翻越山嶺並朝遺忘小鎮邁進。改變主意的他用他最後的寶貴財產（一枚純金懷錶）購買了武器，回到遺忘小鎮幫助鎮民們做好對付巨蟲的準備。
在殺死兩隻巨蟲後，第三隻巨蟲對人類有所警惕並避開所有陷阱。海勒姆誘使牠浮上地面，然後將其尾部纏在蒸汽牽引發動機的轉輪上。腕帶以巨大的力亮將巨蟲捲入並撞擊前輪和鍋爐，使其身軀爆裂而身亡。由於這些生物死亡，鎮民擔心如果有人知道它們的存在，沒人會在該地區定居，所以決定將其保密，並使用礦山的收益來重建城鎮。此時，遺忘小鎮更名為完美小鎮（Perfection）。海勒姆決定在小鎮定下，並在他未來曾孫伯特居住的同一地方建房。他還獲得了柯爾特1865年加特林机枪並開始進行目標練習，享受著其中的樂趣。

## 演員
- 麥可·葛羅斯飾演海勒姆·甘莫（Hiram Gummer）
- 莎拉·波斯福得（英语：Sara Botsford）飾演克莉絲汀·羅德（Christine Lord）
- 布蘭特·羅姆（Brent Roam）飾演胡安·帕迪拉（Juan Padilla）
- 比利·德拉高（英语：Billy Drago）飾演黑手凱利（Black Hand Kelly）
- 羅明飾演平連·張（Pyong Lien Chang）
- 莉迪亞·魯克（Lydia Look）飾演露溫·張（Lu Wan Chang）
- 山姆·李（Sam Ly）飾演傅嚴·張（Fu Yien Chang）
- 歐格斯·史蘭柏格（英语：August Schellenberg）飾演特科帕（Tecopa）
- J·E·費里曼（英语：J. E. Freeman）飾演老佛萊德（Old Fred）

## 網頁遊戲
官方推出一款名為的瀏覽器遊戲來宣傳電影，於2004年1月2日發行。遊戲概念、開發和編程由踩踏娛樂網站管理員艾倫·克拉爾（Allan Krahl）完成。之後，官方遊戲網站停止營運，但在其他網站上仍能遊玩該遊戲。

## 外部連結
- 官方网站
- 互联网电影数据库（IMDb）上《從地心竄出4》的资料（英文）